# Diastema rupestre
Diastema rupestre är en tvåhjärtbladig växtart som beskrevs av Townshend Stith Brandegee. Diastema rupestre ingår i släktet Diastema och familjen Gesneriaceae. Inga underarter finns listade i Catalogue of Life.